# Parasaitis femoralis
Parasaitis femoralis är en spindelart som beskrevs av Bryant 1950. Parasaitis femoralis ingår i släktet Parasaitis och familjen hoppspindlar. Inga underarter finns listade i Catalogue of Life.